# Ermengol X di Urgell
Ermengol, o Armengol o Ermengardo (1260 – 1314), è stato conte di Urgell, dal 1267, e visconte d'Àger, dal 1299 alla sua morte.

## Origine
Come ci conferma sia la Ex gestis comitum Barcinonensium, che la Historia de los condes de Urgel, Tomo I, fu il figlio maschio primogenito del visconte d'Àger e conte di Urgell, Alvaro I e della sua seconda moglie, Cecilia di Foix ( † 1270), che era figlia del conte di Foix, Ruggero Bernardo II e della sua seconda moglie, Ermengarde Manrique di Lara e sorella del conte di Foix, Ruggero IV.
Alvaro I di Urgell, come ci conferma sia la Ex gestis comitum Barcinonensium, che la Historia de los condes de Urgel, Tomo I, fu il figlio maschio terzogenito del Signore di Cabrera, visconte di Gerona, visconte d'Àger e conte di Urgell, Ponzio I e di Maria Gonzales Giron che era figlia di Gonzalo Rodríguez Girón (secondo il Nobiliario di Pietro Alfonso, conte di Barcelos, era figlio di Rodrigo Gonzales Giron, nobile alla corte di Castiglia e della moglie, Mayor o Maria Rodriguez), maggiordomo dei re di Castiglia, Alfonso VIII e Ferdinando III, e della sua seconda moglie, marchesa Pérez de Villalobos.

## Biografia
Al momento della sua nascita, Ermengol, aveva già una sorella, Eleonora, figlia della prima moglie di suo padre, Costanza di Montcada, come ci confermano sia la Ex gestis comitum Barcinonensium, che la Historia de los condes de Urgel, Tomo I, figlia di Pietro di Montcada, nipote (figlio della sorella, Costanza) del re d'Aragona Giacomo I e della moglie, Sibila de Abarca, che era stata ripudiata da Alvaro, secondo la Historia de los condes de Urgel, Tomo I, perché il matrimonio non era stato consumato.
Costanza e la sua famiglia si erano appellati alle autorità ecclesiastiche, ed altrettanto fecero sua madre Cecilia ed i suoi familiari, che ottennero giudizi discordanti, che portarono sull'orlo di una guerra che fu scongiurata per un accordo siglato, proprio nell'anno della sua nascita.
Però la lotta tra le due mogli continuò finché il cardinale di Palestrina (István Báncsa) si pronunciò a favore di Costanza, che doveva essere considerata la legittima moglie di Alvaro.
A suo padre, Alvaro, fu imposto di ottemperare la volontà della chiesa ed al suo rifiuto, il re di Aragona, Giacomo I, invase la contea.
Alvaro cercò di resistere ma fu sconfitto e Giacomo I requisì la contea, mentre Alvaro dovette rifugiarsi nella contea di Foix, presso il cognato Ruggero, e dove, nel 1267, morì, nelle vicinanze della città di Foix.
I due figli maschi succedettero ad Alvaro: Ermengol, nella contea di Urgell e Alvaro, nella viscontea d'Àger.
Ermengol succedette al padre che era ancora bambino, sotto la tutela della madre e del cugino, il conte di Foix, Ruggero Bernardo III e, dopo la morte della madre solo del cugino e fu conte di Urgell solo nominale, in quanto Giacomo I, considerandolo illegittimo, aveva avocato a sé il governo della contea.
Dopo la morte di Giacomo I, nel 1276, Ermengol reclamò a Pietro III i suoi diritti sulla contea di Urgell; non essendo stato accontentato in unione con altri notabili catalani si ribellò al re.
Dopo due anni di lotte ed essendo stato sconfitto, Ermengol si era rifugiato nel castello di Balaguer, quando venne trovato un accordo e finalmente fu riconosciuto Ermengol X di Urgell (la Historia de los condes de Urgel, Tomo II riporta il documento con cui Pietro III, nel dicembre 1278, consegna la contea a Ermengol).
Nel 1280, al seguito del cugino conte di Foix, Ruggero Bernardo III, Ermengol si ribellò nuovamente al re Pietro III, che lo fece prigioniero nella città di Balaguer e lo liberò un anno dopo, riconoscendogli i suoi titoli ed i suoi domini).
Da allora Ermengol X divenne uno dei più fidati collaboratori del re di Aragona, Pietro III, infatti lo seguì in Barberia) e poi in Sicilia e gli fu accanto anche nella guerra contro la Francia.
Dopo la morte di Pietro III, nel 1285, fu fedele al suo successore, Alfonso III di Aragona.
Morto Alfonso III, Ermengol X, assieme a suo fratello Alvaro, segui il successore di Alfonso III, Giacomo II di Aragona, prima in Sicilia e poi in Italia.
Nel 1299, suo fratello Alvaro morì, senza eredi, per cui Ermengol divenne anche visconte di Ager
Il 10 luglio del 1314, Ermengol X redasse un testamento in cui predispose una rendita per la moglie, Faydite, e lasciò la contea di Urgell e la viscontea di Ager, alla nipote della sua sorellastra Eleonora: Teresa, che si impegnava a sposare il figlio secondogenito di Giacomo II, Alfonso.
Ermengol X morì nel luglio del 1314 e lasciò la contea alla nipote Teresa come previsto dal suo testamento.

## Matrimoni e discendenza
Ermengol, in prime nozze, molto probabilmente per mettere fine ai litigi per la successione nella contea di Urgell, aveva sposato Sibila de Montcada, la sorella della prima moglie di suo padre, Alvaro, che era quindi figlia di Pietro di Montcada, nipote (figlio della sorella, Costanza) del re d'Aragona Giacomo I e della moglie, Sibila de Abarca, da cui non ebbe figli.
Essendo rimasto vedovo, secondo le Chronique tirée d´un manuscrit de MM. Sabbathier de la Bourgade, de Toulouse della Histoire Générale de Languedoc, Tome V, Preuves, II, nel 1300, Ermengol si sposò, in seconde nozze, con Faydite de l'Isle-Jourdain, figlia di Giodano V de l'Isle-Jourdain e di Guglielma de Durofort, discendenti dei conti di Tolosa. Anche da Faydite, Ermengol non ebbe figli.
Di Ermengol X non si conosce nessuna discendenza.

### Fonti primarie
- (LA)  Histoire Générale de Languedoc, avec Notes, tome V.
- (LA)  Rerum Gallicarum et Francicarum Scriptores, tomus XIX.

### Letteratura storiografica
- Rafael Altamira, La Spagna (1031-1248), in «Storia del mondo medievale», vol. V, 1999, pp. 865–896
- (ES)  Historia de los condes de Urgel, Tomo I.
- (ES)  Historia de los condes de Urgel, Tomo II.
- (EN) Chaytor, H. J. A History of Aragon and Catalonia, su libro.uca.edu.
- (ES) Nobiliario, su books.google.com.br.